# ۱۳۷۰ (میلادی)
۱۳۷۰ میلادی هفتادمین سال از سده چهاردهم گاه‌شماری میلادی بود.

## مناسبت‌ها
- تأسیس دودمان تیموریان

## زادروزها
- ژان هفتم، امپراتور بیزانس

## درگذشت‌ها
- ۲۳ مه - طغون تیمور، آخرین امپراتور یوآن

‎